# Corrado, Vol.4
Corrado, Vol.4 è il quarto album di Corrado, pubblicato nel 1989.

## Tracce
1. Pagamm' 'e tasse – 2:28
2. Polvere di morte – 3:21
3. Vita mia – 2:52
4. Ma pecché – 3:30
5. Mmiez' 'o mare – 2:57
6. Pe' 'na parola – 2:54
7. Donna bambina – 2:52
8. Ricordo di un amore – 3:47
9. Bella da morire – 2:35
10. Penso a te – 3:21